# 明星輪寺

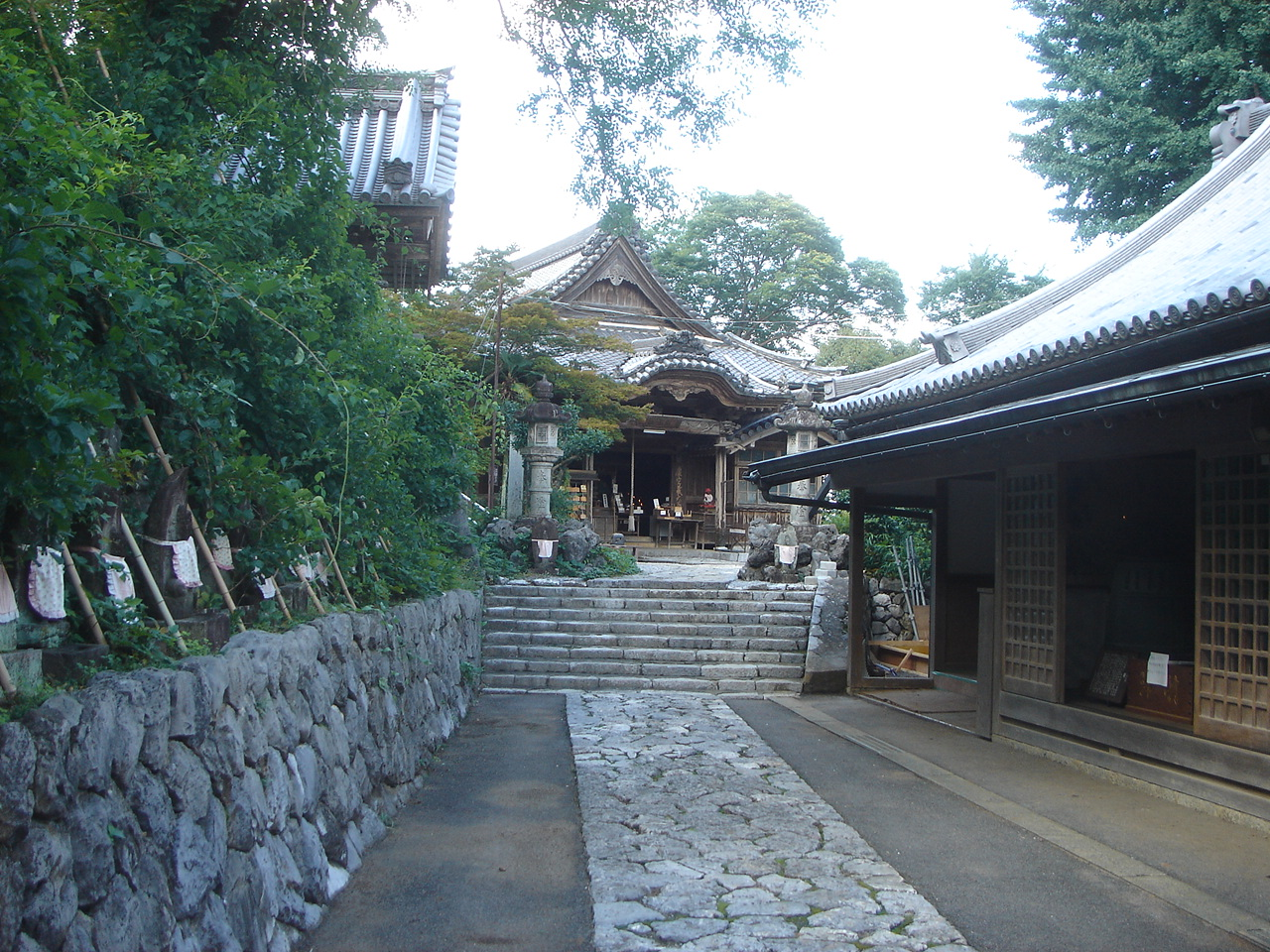
本堂（2007年撮影）

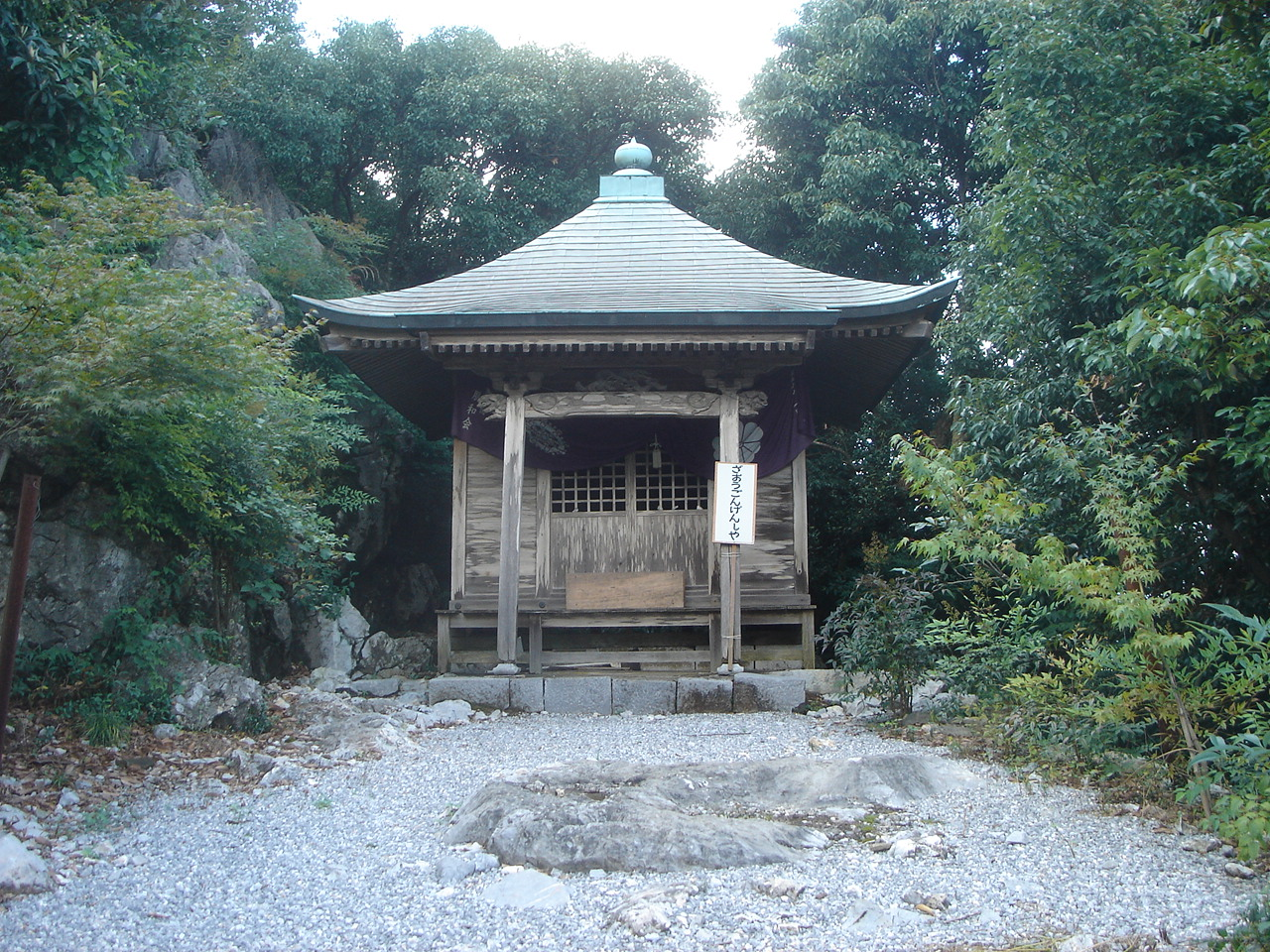
本堂の脇の丘にある蔵王権現しゃ

明星輪寺（みょうじょうりんじ）は、岐阜県大垣市にある真言宗の寺院である。山号は金生山（きんしょうざん）。寺が建つ山「金生山」は山号に由来する。

## 概要
通称「赤坂虚空蔵」、「虚空蔵さん」、「こくぞうさん」。日本三大虚空蔵の一つという。（京都法輪寺、伊勢朝熊山金剛證寺、他の説もある）
本尊は虚空蔵菩薩。洞窟（岩屋）の中にある彫刻。言い伝えによれば、役小角が彫刻したものという。
西美濃三十三霊場第三十一札場。

## 沿革
寺伝によれば、686年（朱鳥元年）、持統天皇の勅命により、役小角が開山。2年後に建立したという。一時廃れるが、平安時代の801年（延暦20年）、空海が再興し、真言宗に改宗。桓武天皇により保護を受けたという。
1148年（久安4年）の落雷により焼失。再建されるが、小規模となってしまう。
1609年（慶長14年）、美濃国高須藩藩主徳永寿昌の援助で再建される。1657年（明暦3年）、大垣藩藩主戸田氏信により、大垣藩藩主戸田氏の祈祷所に指定され賑わう。1863年（文久3年）、戸田氏彬の援助で現在の本堂が再建される。
1869年（明治2年）、神仏分離令により蔵王権現宮が金生山神社として分離独立する。

## 文化財
重要文化財
- 木造地蔵菩薩半跏像（平安時代）[1]

岐阜県指定重要文化財
- 木造金剛力士立像（鎌倉時代）[2]
- 梵鐘（室町時代初期、1393年（明徳4年）の銘）[3]
- 如法経碑[4]

岐阜県指定重要有形民俗文化財
- 算額（江戸時代）[5]

### 岐阜県指定天然記念物
- 金生山陸貝とその生息地

大垣市指定重要文化財
- 本堂（江戸時代末期）[6]
- 観能額[6]
- 近藤如行扇面型絵馬[6]

大垣市指定重要有形民俗文化財
- 金生山御鬮版木[6]
- 生養稲荷神式次第全版木[6]
- 明星輪寺奉納絵馬[6]

大垣市指定名勝
- 金生山岩巣公園[6]

## 所在地
- 岐阜県大垣市赤坂4610
  - 金生山（標高217.1m）の山頂付近である。

## 交通アクセス
- JR東海道本線（美濃赤坂線）美濃赤坂駅より約1.5km。
- JR東海道本線、養老鉄道養老線、樽見鉄道樽見線 大垣駅
  - 大垣駅前バスのりば1番のりば、「赤坂総合センター」行き「虚空蔵口」バス停より約1.0km。

## 虚空蔵さんのお話
大垣市には、このような昔話が伝わっている。
ある日、虚空蔵さんが草むらで立小便をしていると、そこに眠っていた大蛇にかかってしまう。この大蛇は、伊勢国で虚空蔵さんに恋焦がれた女性が、虚空蔵さんに会いたい一心で大蛇に変化したものであった。怒った大蛇は虚空蔵さんを追いかけ始めた。驚いた虚空蔵さんは被っていた笠を脱ぎ捨てて走って逃げ出した。喉が渇き、近くの農民に水を求めたが断られ、止むを得なく近くの自噴井戸の水を飲み、さらに逃げた。しかし大蛇は追いかけていった。やがて虚空蔵さんは、金生山の岩屋の中に逃げ込んだ。大蛇は岩屋ごと締め付け始める。岩屋が崩れかけたとき、虚空蔵さんは、「そなたを私より高い位置にお祀りする。だから助けてくれ」と叫んだ。すると大蛇は締め付けを止め、何処へと消えていったという。大蛇は蛇王権現として、明星輪寺の鎮守として祀られている。
虚空蔵さんが笠を脱ぎ捨てたの土地が、笠縫（安八郡笠縫村、現　大垣市）、自噴井戸の水を飲んだ土地が、河間（安八郡河間村、現　大垣市）であるとされている。